# 西来站
西来站位于中华人民共和国四川省成都市蒲江县西来镇青山村，是成雅铁路（成蒲铁路）上的铁路车站，于2018年12月28日启用，由中国铁路成都局集团有限公司管辖。

## 車站周邊
- 西来古镇[1]

## 歷史
- 2018年12月28日启用